# Naturschutzgebiet Auf der Buchenlied bei Wirmighausen

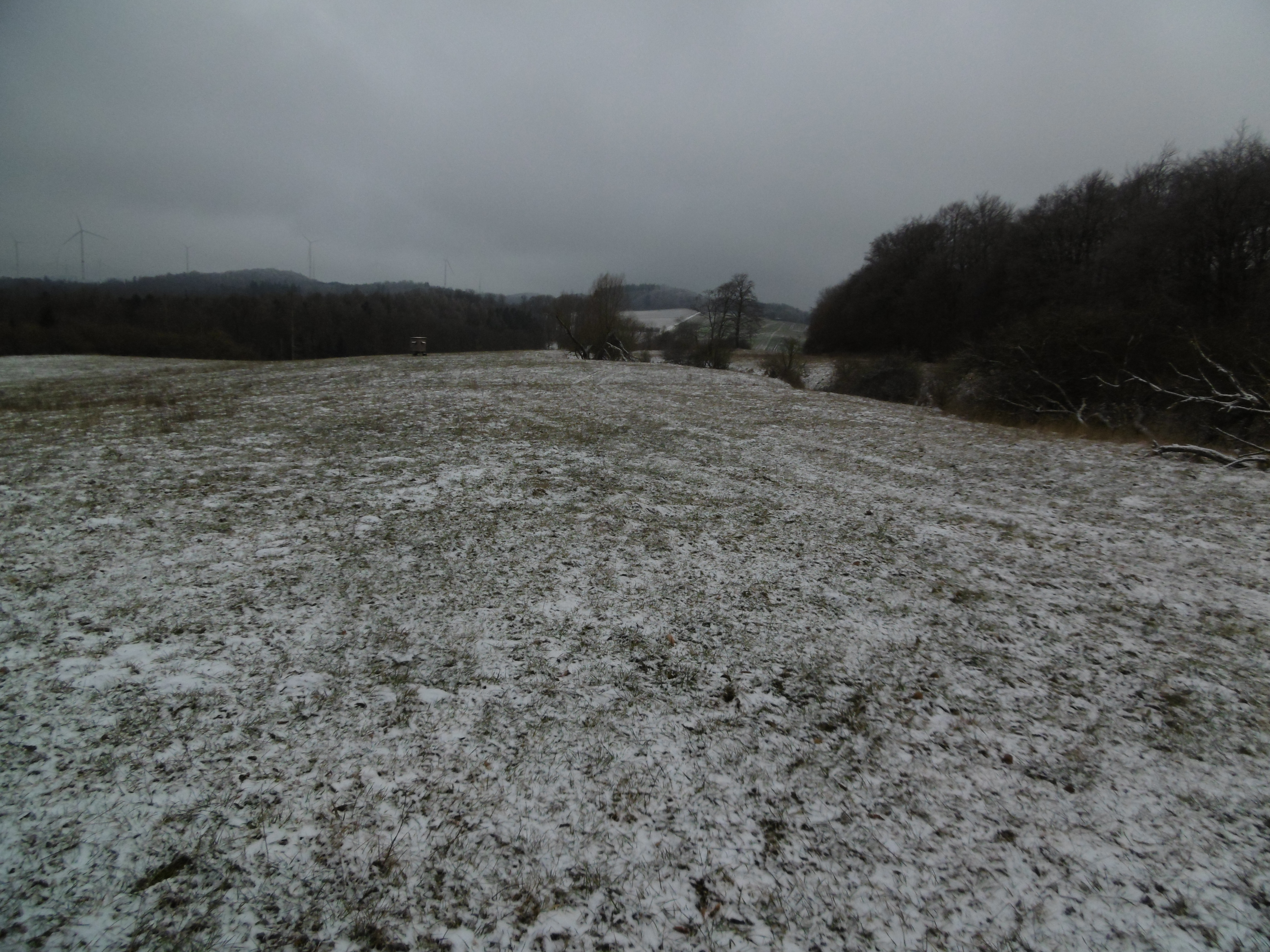
Südwestliche Bereich Naturschutzgebiet Auf der Buchenlied bei Wirmighausen

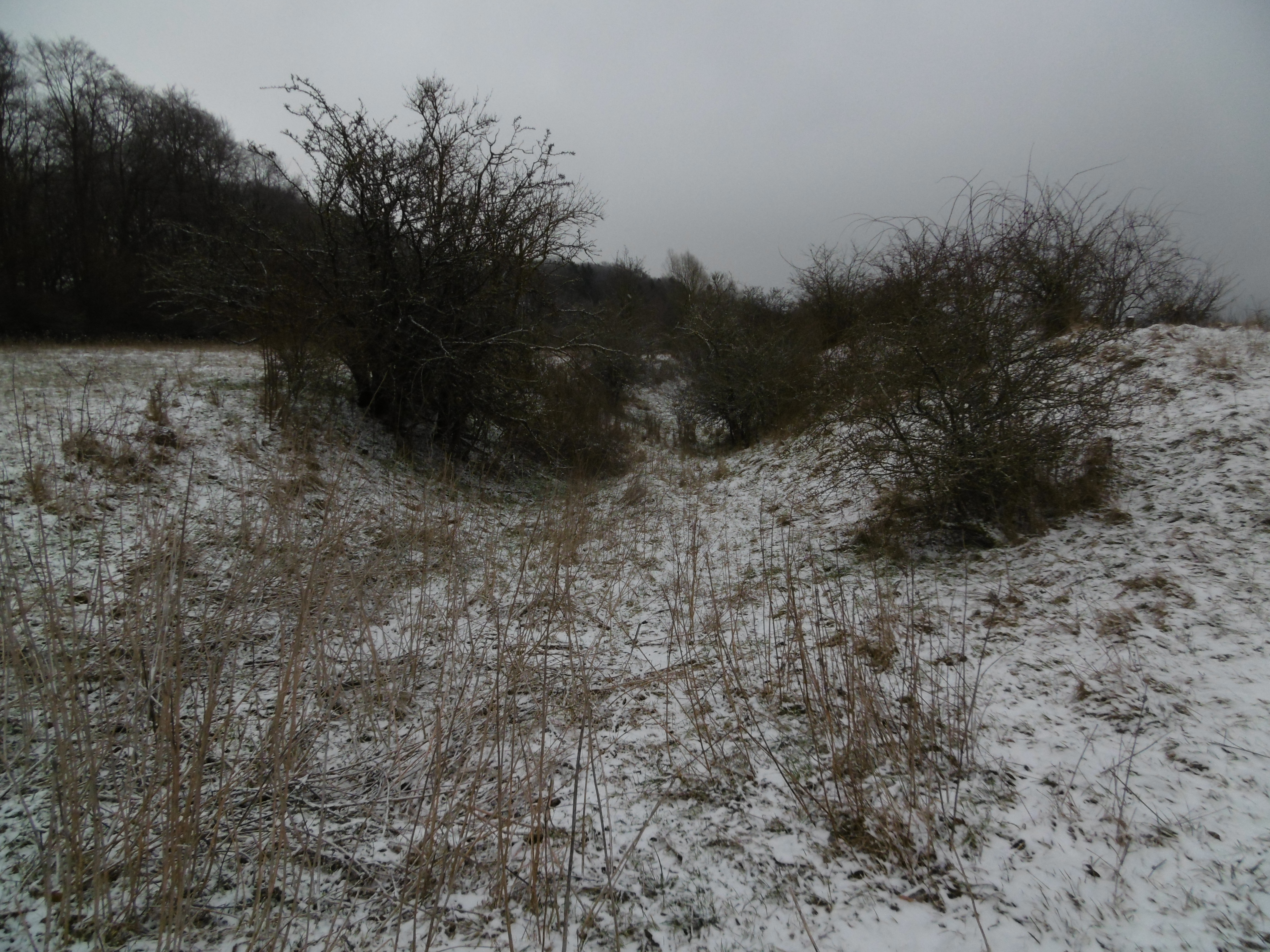
Ehemalige Tagebaustelle zum Abbau von Cölestin

Das Naturschutzgebiet Auf der Buchenlied bei Wirmighausen mit einer Größe von 19,26 ha liegt östlich von Wirmighausen im Gemeindegebiet von Diemelsee im Landkreis Waldeck-Frankenberg. Das Naturschutzgebiet (NSG) wurde 1990 wegen seines besonderen Artenreichtums an Pflanzenarten ausgewiesen. Das Gebiet ist ebenfalls als FFH-Gebiete ausgewiesen.

## Gebietsbeschreibung
Das Naturschutzgebiet besteht aus zwei Teilflächen. Das nordwestliche Teilgebiet ist ausschließlich mit Rotbuchenwald bedeckt. Beim südlichen Teilgebiet des NSG ist nur der nordöstliche Teil und ein Streifen von West nach Ost in der Mitte der Teilflächemit mit Buchenwald bedeckt, während sich im südlichen Teilgebiet Weiden und Halbtrockenrasen befinden. Dabei liegt Grünland nördlich und südlich des südlichen Buchenwaldes. Der Halbtrockenrasen befindet sich in einer ehemaligen Bergbaufläche im südlichen Bereich. An der Südgrenze liegt zudem ein Heckenstrang. Der Halbtrockenrasen und das andere Grünland wird von einem Schäfer mit Schafen beweidet. Früher gab es auch Äcker.
Im südlichen Teilgebiet des NSG, heutige Halbtrockenrasen, wurde bis 1914 das Strontiummineral Cölestin abgebaut. Der Abbau erfolgte sowohl im Tagebau als auch in Stollen. Es handelte sich um das einzige Cölestin-Vorkommen welches in Deutschland abgebaut wurde.
Das Kasseler Regierungspräsidium ließ 2021 einen neuen Pflegeplan für das Gebiet erstellen. Darin wurde festgelegt, dass der extensiv bewirtschaftete Magerrasen sich ausdehnen soll. Das Grünland und kleinere Waldbereiche befinden sich im Eigentum des Landes Hessen. Der Wald ist Großteils in Privatbesitz.

## Flora und Fauna
Wegen des Zechstein-Untergrundes weisen die Kalkbuchenwälder eine reiche Krautflora mit Frühblühern wie dem Märzenbecher und weitere seltene Arten auf. Beim Buchenwald handelt es sich hauptsächlich um die Waldgesellschaft Waldgersten-Buchenwald. Im nordwestlichen Teil des NSG findet man im Frühling ausgedehnte Blütenteppiche mit Märzenbecher. Dazu kommen später im Jahr weitere Frühblüher wie Gelbes Windröschen und Buschwindröschen. Im Buchenwald der südlichen Teilfläche blüht im Frühjahr auf tiefgründigen Böden großflächig der Bärlauch. Der Halbtrockenrasen besteht aus der Pflanzengesellschaft Enzian-Fiederzwenken-Rasen. Im Halbtrockenrasen blühen im Herbst Gewöhnlicher Fransenenzian und Deutscher Fransenenzian. Im Wald des NSG gibt einzelne Orchideen wie Berg-Waldhyazinthe und Großes Zweiblatt. Weitere seltene Arten sind Türkenbund-Lilie, Seidelbast und Stattliches Knabenkraut. Bis 2008 wurden im NSG 23 Arten höherer Pflanzen nachgewiesen.
Neben dem Vorkommen zahlreicher seltener Pflanzenarten findet man zahlreiche seltene Insektenarten im Schutzgebiet. Im NSG wurden bisher 65 Schmetterlingsarten, davon 29 Tagfalterarten, nachgewiesen. Im Halbtrockenrasen fand man die Arten Dunkler Dickkopffalter, Kleiner Würfel-Dickkopffalter, Mattscheckiger Braun-Dickkopffalter, Scheck-Tageule und Sechsfleck-Widderchen. Im Kalkbuchenwald wurden die Arten Kaisermantel und Gelbwürfeliger Dickkopffalter nachgewiesen.
Im Gebiet kommen 29 Laufkäferarten vor. Unter den gefundenen Käferarten befindet sich der Kurzgewölbter Laufkäfer, der in Deutschland gefährdet ist.
Unter den sechs nachgewiesenen Heuschreckenarten befindet sich die Langfühler-Dornschrecke.
Insgesamt 89 Spinnenarten sind im NSG zu finden, darunter Zwergspinne (Silometopus bonessi) und die Baldachinspinne (Lepthypanthes lepthypantiformis). Die Baldachinspinne wurde hier erstmals in Hessen nachgewiesen.
Als Brutvogel kommt der Baumpieper vor. 2006 wurden hier zwei Reviere des Baumpiepers gefunden.

## Schutzzweck
Laut Naturschutzgebiets-Ausweisung wurde das Gebiet wegen seiner Botanik zum Naturschutzgebiet ausgewiesen. Wie bei allen Naturschutzgebieten in Deutschland wurde in der Schutzausweisung darauf hingewiesen, dass das Gebiet „wegen der Seltenheit, besonderen Eigenart und Schönheit des Gebietes“ zum Naturschutzgebiet wurde.